# Сопот (Ловечская область)
Сопот (болг. Сопот) — село в Болгарии. Находится в Ловечской области, входит в общину Угырчин. Население составляет 198 человек.

## Политическая ситуация

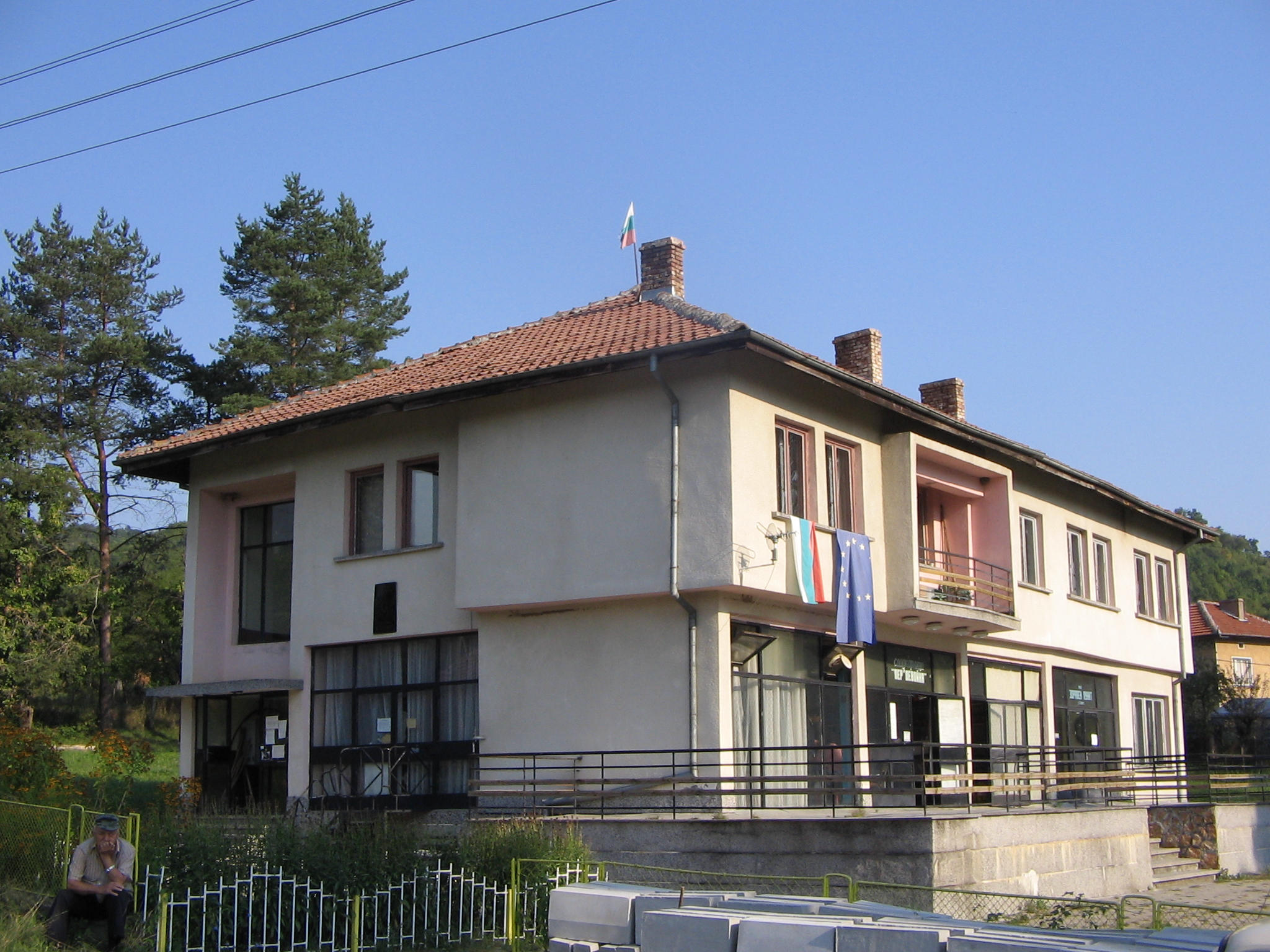
Здание кметства села Сопот

Кмет (мэр) общины Угырчин — Валентин Стайков Вылчев (независимый) по результатам выборов в правление общины.